# Phylloptera pisifolia
Phylloptera pisifolia är en insektsart som beskrevs av Henri Saussure 1859. Phylloptera pisifolia ingår i släktet Phylloptera och familjen vårtbitare. Inga underarter finns listade i Catalogue of Life.